# Extended Green Object

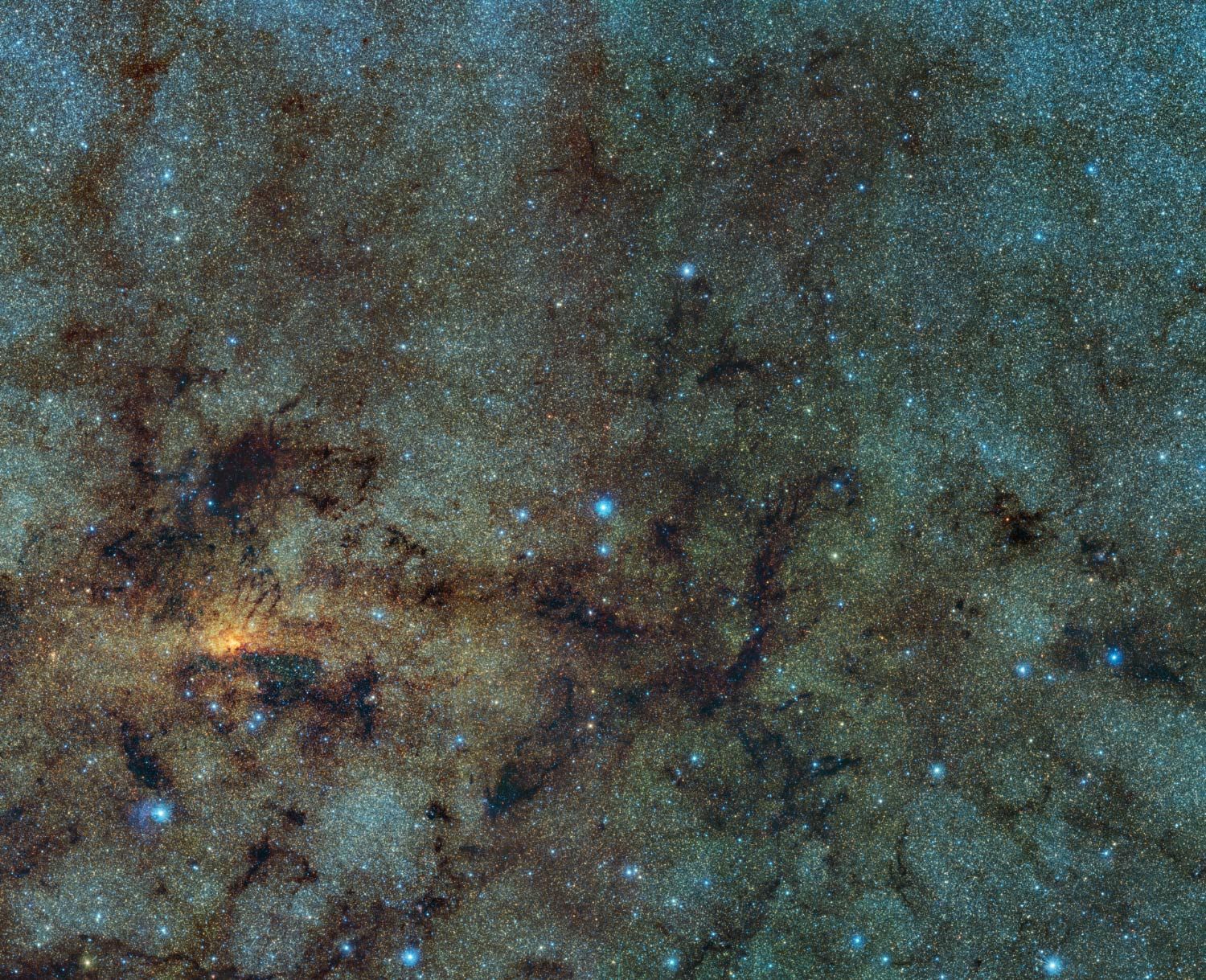
Image infrarouge, de la zone où les EGO sont principalement observés, effectuée avec le télescope terrestre VISTA.

Un Extended Green Object (EGO), littéralement un « objet vert étendu  », est un type d'objets célestes observés, en infrarouge, sous la forme d'une « tache verdâtre » lumineuse non ponctuelle. Ces objets ont été observés pour la première fois en 2008 avec le télescope spatial infrarouge Spitzer dans le programme Galactic Legacy Infrared Mid-Plane Survey Extraordinaire (abrégé en GLIMPSE et GLIMPSE Survey). Ils apparaissent (en infrarouge) comme des sources verdâtres non ponctuelles, ne ressemblant pas à une étoile qui elle est ponctuelle. En effet, les étoiles apparaissent comme un point et les EGO apparaissent comme une tache qui se situe généralement dans le centre galactique.

## Origine
La majorité des EGO sont associés à des nuages sombres infrarouges ainsi qu'à de jeunes objets stellaires, les deux étant corrélés pour produire les EGO. Les scientifiques pensent que l'émission étendue (dans une longueur d'onde de 4,5 microns) trace l'hydrogène et le carbone moléculaire chauffés par des jets protostellaires venant des protoétoiles massives. Les couleurs infrarouges moyennes des EGO sont le signe que les protoétoiles observées à travers ces taches sont encore entourées de structures, comme des disques de débris, des cocons de poussière et possiblement des disques d'accrétion, dont la matière est en chute sur les protoétoiles. À noter que, dans les ondes radio, les EGO sont des sources non continues de masers astronomiques associés à du méthanol. Généralement, les masers astronomiques sont associés aux structures entourant les protoétoiles, et sont espacés de quelques milliers d'unités astronomiques du centre de l'EGO, laissant suggérer les distances des disques et cocons à leurs étoiles hôtes. Mais, les masers OH ne sont pas systématiques au niveau des EGO contrairement aux masers de méthanol. Les différents modèles laissent suggérer que les masers OH ne sont observés que dans les structures massives (de l'ordre de ~6 M☉). Ainsi, l'émission de masers OH pourrait être un indicateur de protoétoiles plus évoluées, car une forte émission compacte dans l'infrarouge moyen est associée au stade ultérieur de la formation d'étoiles massives. D'autre part, les EGO sont des sources de masers d'hydrogène et de carbone moléculaire qui indiquent une collision entre les jets protostellaires des protoétoiles et l'environnement proche de l'objet.
Toutes les preuves d'observation soutiennent l'hypothèse que les EGO correspondent aux jeunes objets stellaires massifs au stade évolutif le plus précoce, avec une activité d'éjection de matière continue associée à une phase de croissance de la protoétoile en question. Les effets des forts débits sortants des vents stellaires et des rayonnements qui accompagnent les étoiles de grande masse (>8 M☉) pendant leur vie jouent un rôle important dans le processus de perturber les nuages moléculaires parents (lieu de formation de l'étoile productrice de l'EGO) où se forment les étoiles de grande masse et déclencher la formation des futures générations d'étoiles dans le milieu environnant, entraînant finalement l'évolution de leur galaxie hôte.
Les masers de monoxyde de silicium sont indicatifs de la présence de jets protostellaires actifs et donc d'une étoile de stade primitif en phase de croissance et entourée par des structures de gaz très denses. Certaines des sources, si elles apparaissent comme une source ponctuelle, peuvent être très compactes.

## Nuages moléculaires infrarouge
Les EGO sont toujours associés avec des nuages de gaz moléculaire visibles en infrarouge. Malgré la température de leurs protoétoiles voisines, les nuages sont froids (température inférieure à 25 K), denses et composés de gaz moléculaire et de poussière. De fortes émissions de poussières millimétriques ou submillimétriques sont souvent détectées au sein des nuages moléculaires, en repérant éventuellement des sites associés aux premiers stades de la formation d'étoiles et d'amas massifs comme R136.

## Zone
La plupart des EGO se situent dans des amas d'étoiles massifs et généralement jeunes. Ils peuvent aussi être situés dans des régions de formations d'étoiles mais ils sont souvent absents du centre galactique lointain (plus précisément la région de Sgr A) en raison de la faible activité de formation de la région qui est quasi dépourvue de gaz moléculaire. La raie spectrale NH3 d’EGO suggère qu'ils sont associés à des nuages de gaz denses avec un noyau de formation d'étoiles intégrés.

## Nouveau type de protoétoile

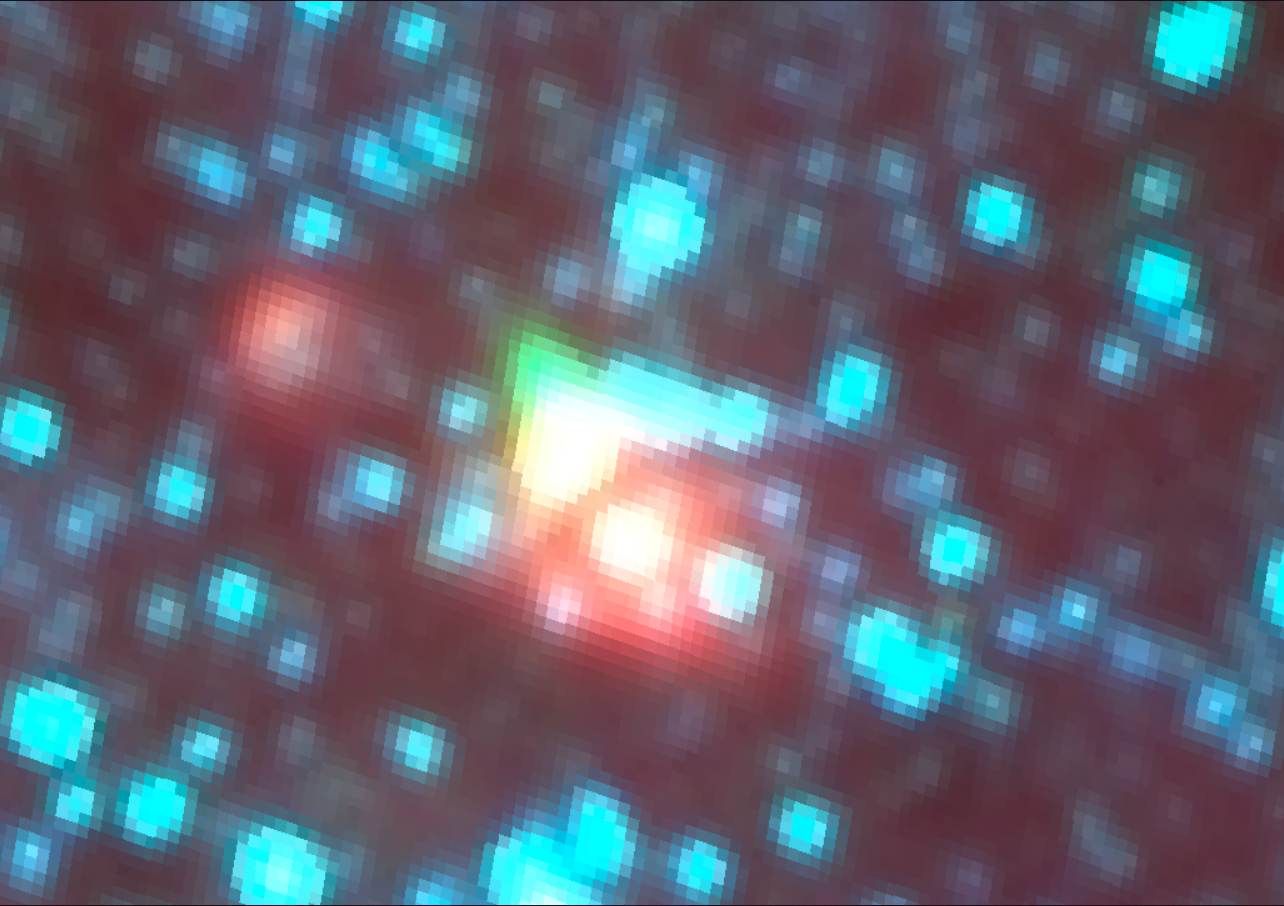
G002.14+0.01, un exemple typique d'EGO massifs.

Certains EGO ont été identifiés comme des sources particulières dans d'autres catalogues que le catalogue EGO (utilisé pour tous les EGO), comme le catalogue IRAS, fait en 1998 à partir des données de l'Infrared Astronomical Satellite. Les sources particulières se caractérisent par des raies spectrales de poussière chauffée, observées par excès infrarouge extrêmement violent. Par conséquent, la majorité des sources particulières représentent une population de jeunes objets stellaires n'ayant jamais été reconnus par d'autres observations infrarouges. Le nouveau type d'étoiles se caractérise, en ondes radio, par des raies spectrales de gaz moléculaire telles que CH3CN, N2H, C34S, et CH3OH, et ces éléments chimiques pourraient provenir de l'environnement proche de la protoétoile progénitrice des EGO mais il reste à savoir d'où ils proviennent.

## Objets verts étendus notables
Les récentes identifications augmentent le nombre d'EGO connus à ∼400 dans notre galaxie, la Voie lactée, s'ajoutant aux ∼300 précédemment identifiés par le télescope Spitzer. Selon Simbad, les observations ont relevé 408 objets formellement identifiés comme des EGO, dont la plupart ont été associés à des étoiles et protoétoiles.
Plusieurs EGO sont notables pour leurs particularités :
- EGO G19.010.03, l'EGO le plus massif jamais observé. La masse de la protoétoile est estimée entre 40 et 70 M☉ et elle est orbitée par un cocon de poussière d'une masse de 5.4 à 7.2 M☉, situé à 1 600 UA de son étoile[4].
- EGO G002.14+0.01, le plus proche de Sgr A* observé à ce jour (août 2022).
- G2.44+0.13, G350.36−0.07 et G351.53+0.70, trois sources très compactes[5].